# Luciano Maiani
Luciano Maiani (Ruma, 16 de julho de 1941) é um físico italiano.
Graduado em física, em 1964. Em 1970 criou, juntamente com Sheldon Lee Glashow e John Iliopoulos, o mecanismo GIM, que previu a existência do Quark c.
De janeiro de 1999 a dezembro de 2003 foi diretor geral da Organização Europeia para a Investigação Nuclear. Em 2007 recebeu a Medalha Dirac.